# Rupephaps taketake
Rupephaps taketake — викопний вид голубоподібних птахів, що жив у середньому міоцені.

## Скам'янілості
Викопні рештки птаха (лівий коракоїд) знайдено у відкладеннях формації Санкт-Батанс в долині річки Манугерікія в регіоні Отаго, Нова Зеландія.

## Назва
Родова назва Rupephaps складається з двох слів: маорійського «Rupe» та грецького «phaps». Обидва слова використовуються для позначення голуба. Видова назва R. taketake походить з маорійського слова, що означає «давній».